# Station Budel
Station Budel (Bdl) is een voormalig station aan de IJzeren Rijn tussen het Belgische station Neerpelt en Weert.
Het station lag eigenlijk niet in Budel, maar in Budel-Schoot, een dorp in de gemeente Cranendonck in de Nederlandse provincie Noord-Brabant. Het station was geopend van 20 juli 1879 tot 17 mei 1953. Het stationsgebouw uit het openingsjaar is in 1985 gesloopt.